# Coxquihui
Coxquihui är en kommunhuvudort i Mexiko.   Den ligger i kommunen Coxquihui och delstaten Veracruz, i den sydöstra delen av landet, 180 km nordost om huvudstaden Mexico City. Coxquihui ligger 287 meter över havet och antalet invånare är 3 716.
Terrängen runt Coxquihui är kuperad åt sydväst, men åt nordost är den platt. Runt Coxquihui är det tätbefolkat, med 356 invånare per kvadratkilometer. Närmaste större samhälle är Olintla, 13,7 km sydväst om Coxquihui. Omgivningarna runt Coxquihui är en mosaik av jordbruksmark och naturlig växtlighet.